# Moon Pilot
Moon Pilot este un film SF american din 1962 regizat de James Neilson pentru Buena Vista Distribution. A fost produs în Techicolor. În rolurile principale joacă actorii Tom Tryon, Dany Saval. Scenariul a fost realizat de Maurice Tombragel după romanul Starfire scris de Robert Buckner.

## Prezentare
Din neatenție, un căpitan al Forțelor Aeriene se înscrie ca voluntar pentru a face primul zbor cu echipaj în jurul Lunii. El ajunge imediat sub protecția strictă a diferitelor agenții de securitate, dar, în ciuda tuturor precauțiilor, o femeie tânără, care ar putea fi un spion inamic, reușește să intre în contact cu căpitanul. În cele din urmă, căpitanul descoperă că această femeie nu este un dușman, ci mai degrabă un prieten cu o origine foarte neobișnuită.

## Actori
- Cpt. Richard Talbot : Tom Tryon
- Lyrae : Dany Saval
- Maior General Vanneman : Brian Keith
- McClosky : Edmond O'Brien
- Walter Talbot : Tommy Kirk